# Musée Grévin Montréal
Pour les articles homonymes, voir Grévin.
Le musée Grévin Montréal est un ancien musée de cire privé inauguré le 17 avril 2013 situé au 5e niveau du Centre Eaton de Montréal au centre-ville de Montréal, Québec.
Il compte plus de 125 personnages de cire allant d'Albert Einstein au Mahatma Gandhi, en passant par Elton John ou Alfred Hitchcock et mettant en scène le hockey sur glace ainsi que Bed-in for Peace au Reine Élizabeth de Montréal. De nombreux tableaux de l'Histoire du Canada y sont reconstitués.
Le musée Grévin est accessible par la station de métro McGill et relié au Montréal souterrain.
Le musée est fermé au public le 16 septembre 2021 pour des raisons financières dues à la longue fermeture obligée de 50 semaines pendant la pandémie de Covid-19.

## Historique

### Musées de cire à Montréal
La ville de Montréal a compté plusieurs musées de cire.
Le Musée La Salle ouvre le 22 décembre 1892 sous l'impulsion du statuaire Raymond Beullac. Après sa visite au musée Grévin français et au musée Madame Tussaud de Londres, il commande 80 figures de cire au musée parisien. Situé au 1682-1684 rue Notre-Dame à Montréal, ce musée dénombre treize tableaux représentant notamment Louis de Frontenac, Jacques Cartier ou la Reine Victoria. Le musée fait faillite le 21 février 1894 et ferme,. Le 9 juillet 1894, il est jumelé à la collection du Musée Eden, ouvert en 1891 et situé au Monument National. Des moulages anatomiques, des scènes criminelles et des phénomènes de foire s'ajoutent aux scènes historiques. Il inspire la série télévisée homonyme diffusée en 2010 sur Radio Canada. Le Musée Eden ferme en 1940.
Le musée historique canadien ou Musée de cire de Montréal ouvre en 1935 en face de l'Oratoire Saint-Joseph. Créé par Albert Chartier et Robert Tancrède, il présente tout d'abord d'anciennes scènes du musée Grévin parisien tels les catacombes de Rome, les chrétiens jetés aux lions et des scènes sur l'histoire du Québec ainsi que les statues d'Élisabeth II, de Philip Mountbatten ou de Jean-Paul II. Après avoir reçu plus de dix millions de visiteurs à raison de 300 000 par an, il ferme en 1989. Le musée de la civilisation se porte acquéreur des 200 statues. En 1955, Radio-Canada le visite en compagnie de son directeur, Gérard Lafortune.
Le musée de cire Ville Marie de Joséphine Tussaud est en exercice de 1964 à 1967 au no 1198 de la rue Sainte-Catherine Ouest à Montréal. Il présente sur une vingtaine de scènes Elizabeth Taylor, Marlene Dietrich, Maurice Richard, Nikita Khrouchtchev, Fidel Castro ou Mao Tsé-toung. Le sous-sol héberge les neuf petites scènes de la Chambre des horreurs avec le monstre de Frankenstein ou Marie-Antoinette d'Autriche à la guillotine. Comme les musées Louis Tussaud, le musée de Joséphine Tussaud de Montréal et ceux de Newport, Victoria Boston, Atlanta, St. Petersburg, Phoenix, Virginia Beach, Tucson, Niagara Falls ou Hot Springs — le seul qui subsiste — n'avaient aucun rapport ni lien avec le musée de Madame Tussaud à Londres ni avec le Tussauds Group.

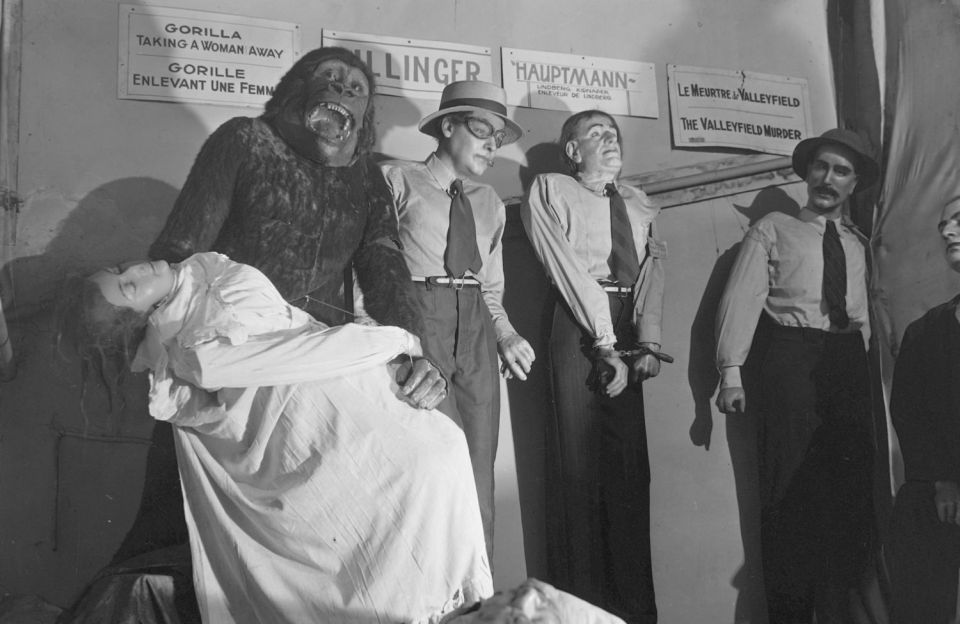
Des statues de cire représentant des meurtriers célèbres et un gorille enlevant une femme au musée Eden, en 1940.
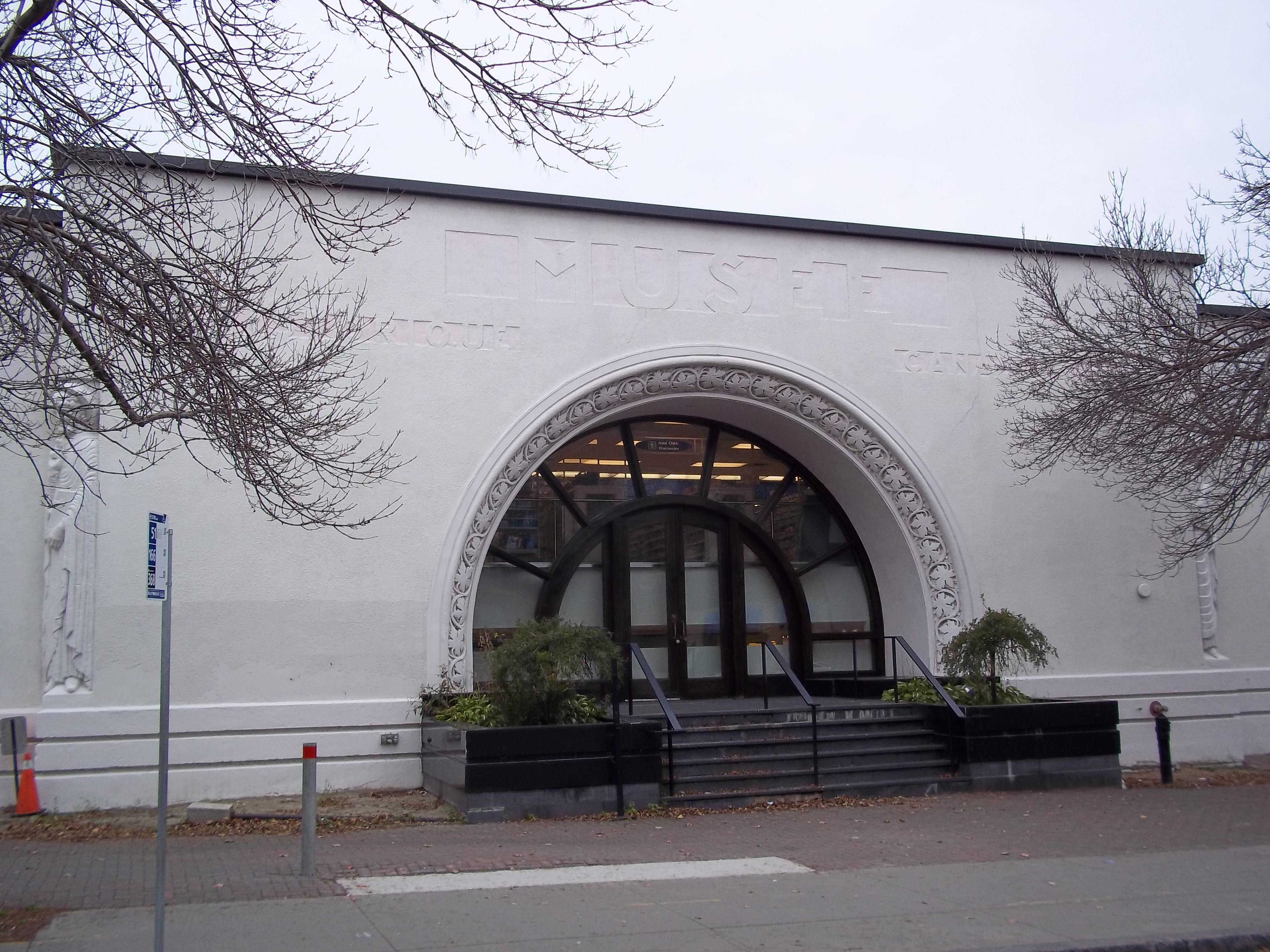
L'entrée principale de l'ancien musée historique canadien
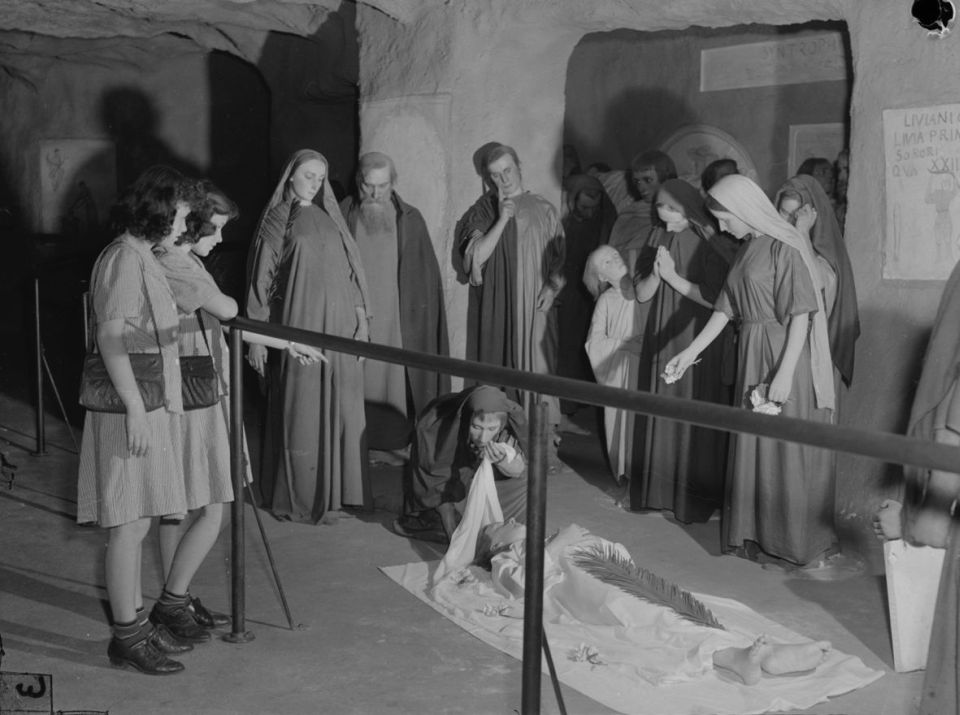
Deux sœurs au musée historique canadien en 1946 contemplent une mise en scène représentant une mise au tombeau chez les premiers chrétiens.

### Création du musée Grévin Montréal
À partir des années 1970 jusqu'au début des années 1990 ouvrent des musées Grévin français à Lourdes, Tours, La Rochelle, Dijon, Saint-Jean-de-Luz, Salon-de-Provence, au Mont-Saint-Michel et au Forum des Halles. Ceux-ci ferment ou sont vendus.

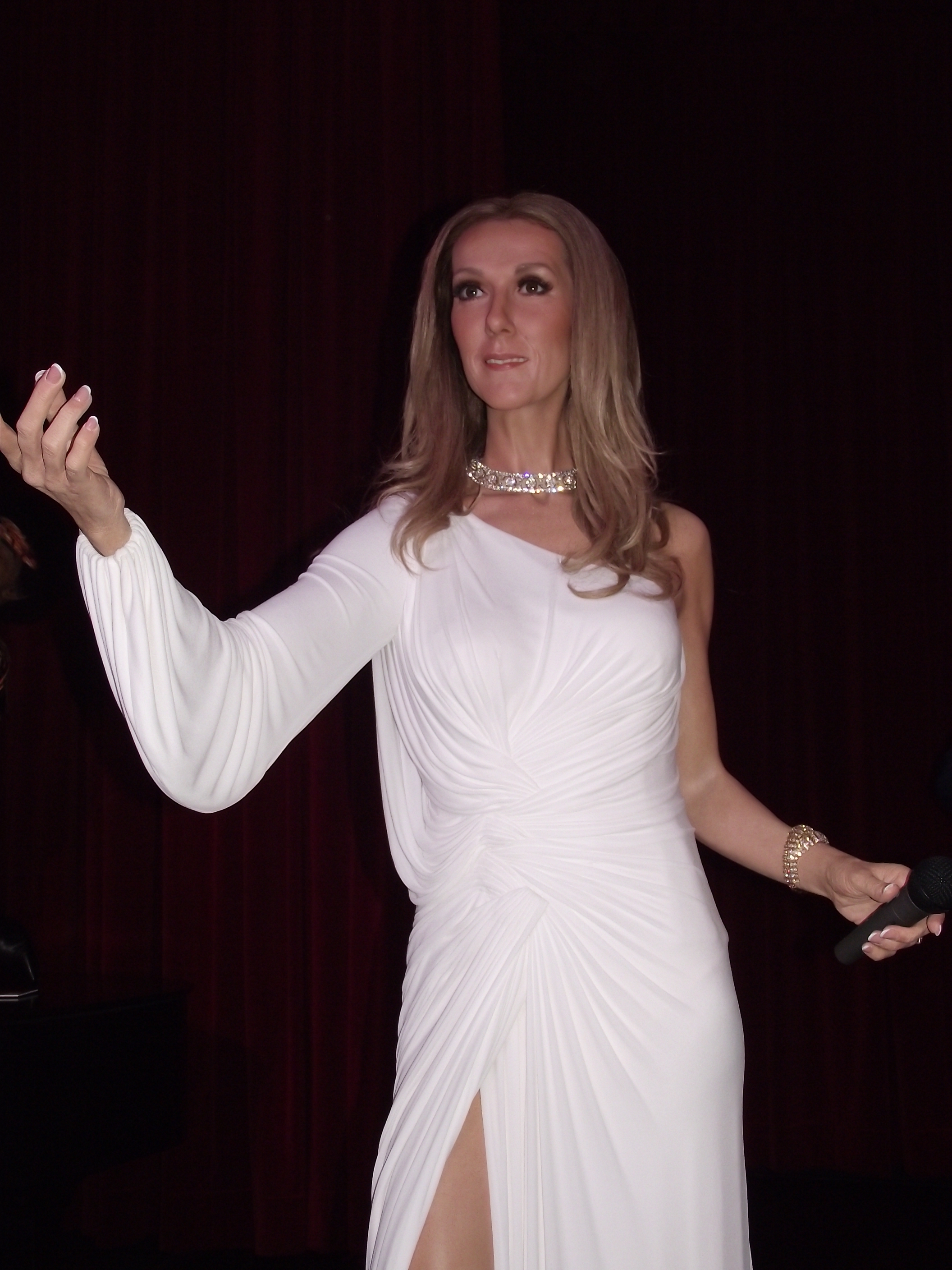
Statue de Céline Dion à Montréal

Le projet du musée Grévin Montréal naît en 2007 de la réalisation de la figure de cire de Céline Dion. De cette idée se développe le projet d’exporter mondialement la marque « Grévin ». Nécessitant deux ans de travail aux artistes montréalais et parisiens, l'investissement à Montréal représente 14 millions $ CAN, soit 10,6 millions d'euros,. Le musée québécois est conçu par Julien Bertevas et Dick Walsh, scénographes français et québécois. Ce dernier est spécialiste des chorégraphies événementielles à l'orchestre symphonique de Montréal et au musée d'art contemporain de Montréal,. Les entreprises québécoise Geodezik et Moment Factory se sont penchées sur l'élaboration du musée. Une statue de Gérald Tremblay est réalisée mais, à la suite de l'affaire Commission Charbonneau, il est décidé qu'elle reste dans les ateliers parisiens.
Le président de la Compagnie des Alpes, Dominique Marcel, inaugure le site le 17 avril 2013 en présence de Bernard Pivot et de personnalités du sport et du spectacle telles Ginette Reno, Marie-Mai, Robert Charlebois, Mado Lamotte, Gilbert Rozon, Joannie Rochette, André-Philippe Gagnon, Julie Payette, Marie Saint Pierre ou Véronic DiCaire. Premier Grévin hors de France, le musée de cire ouvre au public le 19 avril 2013.
Une académie Grévin naît au Québec dans le but de choisir les personnages à représenter. Le journaliste à Radio-Canada et chargé de cours à l’Université de Montréal Marc Laurendeau préside l’assemblée. Il est alors prévu que trois nouveaux personnages prennent place chaque année dans le musée de cire, ils sont réellement deux à y être installés annuellement.
Avec des prévisions de 300 000 visiteurs annuels,, le site touristique alors dirigé par Philippe Bertout totalise 85 000 entrées quatre mois après son ouverture,.
Après Montréal, la ville de Prague inaugure son musée Grévin le 1er mai 2014,,. Le groupe a alors l'intention d'ouvrir un musée de cire par an avant de se raviser, trois Grévin ouvrent hors de France. Déficitaire, le musée Grévin Prague ferme en mars 2018 et rouvre avec de nouveaux propriétaires sous le nom de Chocotopia,. Inauguré en juillet 2015, le musée Grévin Séoul est cédé en février 2018.
Plus de 365 000 visiteurs sont comptabilisés à Montréal le 16 avril 2015, soit deux ans après l'ouverture du musée. En termes de billetterie, celui-ci se place donc sur la troisième marche des institutions muséales montréalaises. De plus, les visiteurs lui octroient la plus haute note de satisfaction parmi tous les sites de la Compagnie des Alpes. Le poste de directrice générale est attribué à Kathleen Payette en janvier 2017.
Après un an de fermeture en raison de la pandémie de Covid-19 et une baisse marquée de l'achalandage depuis sa réouverture en février 2021, le musée ferme ses portes le 16 septembre 2021. Certaines pièces de la collection seront déménagées au musée de Paris et d'autres seront offerts à des musées québécois ou même aux personnalités qui sont représentés en effigie,.

## Le parcours de visite

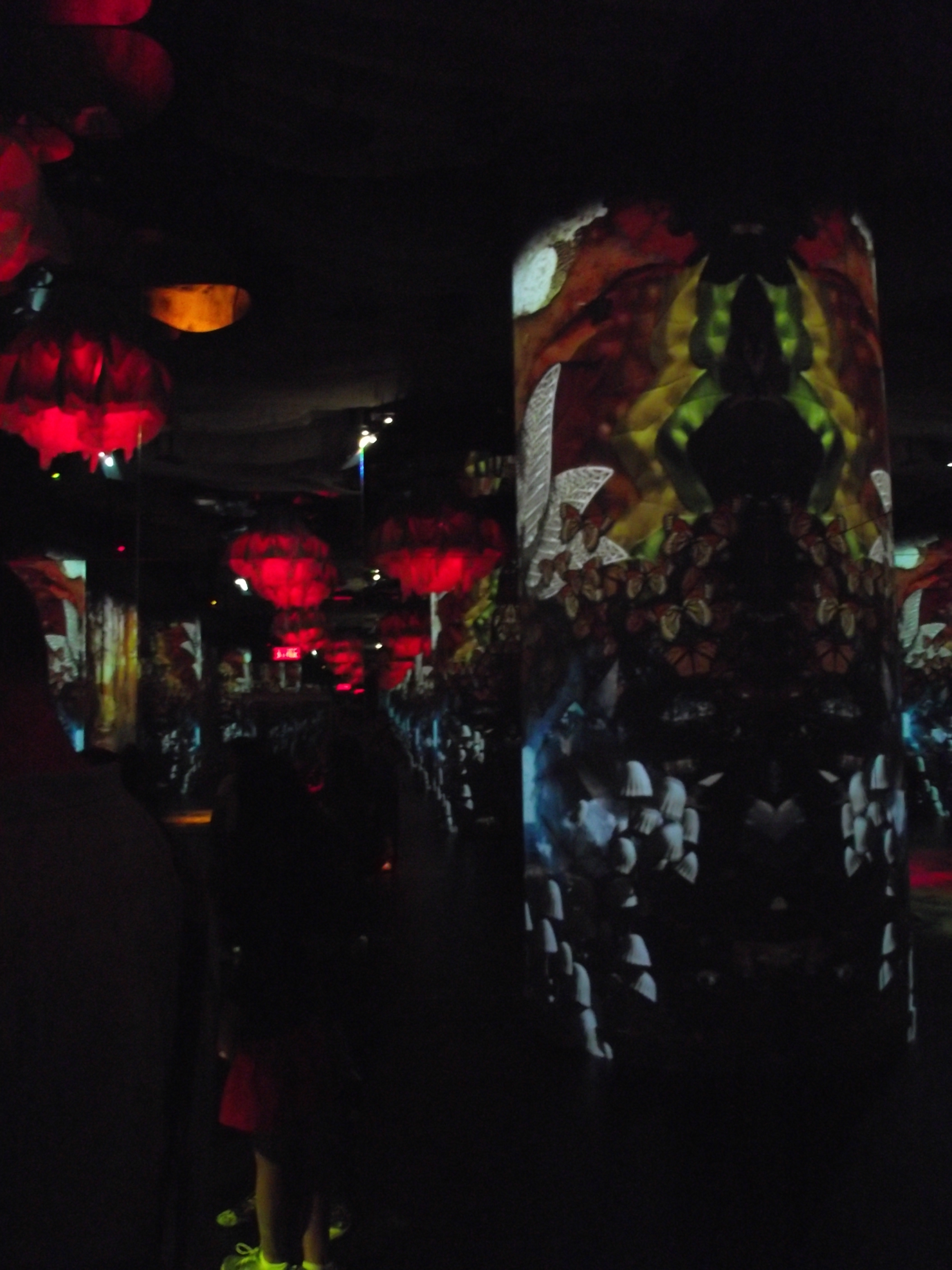
Le palais des saisons

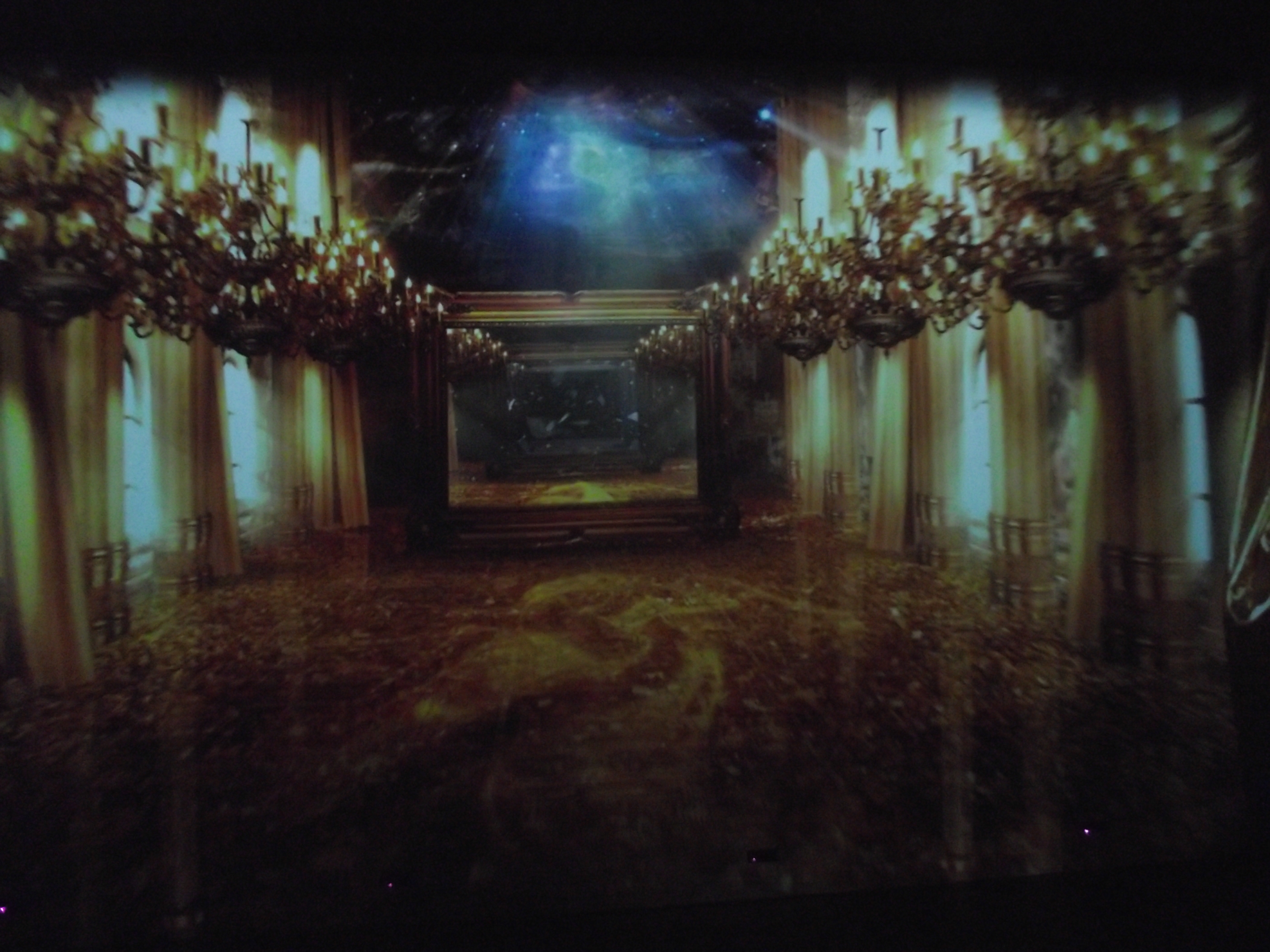
Le palais des saisons

Le public parcourt dans l'ordre les salles à thèmes suivantes :
- Le palais des saisons
- Paris - Québec
- Le temple du sport
- L'hôtel Grévin
- Nouvelle-France
- Parc Belmont
- Les coulisses
- La salle de bal

## L'académie Grévin
Tout comme en France, une académie Grévin est formée. Active dès la création du musée montréalais, elle est présidée par Marc Laurendeau et est composée, en 2020, de Geneviève Borne, Rodger Brulotte, Claude Deschênes, Mia Dumont, Monique Giroux, Josélito Michaud, Herby Moreau, Thérèse Parisien, Catherine Pogonat, Robert Vinet et Joanne Vrakas. Les membres de cette académie se réunissent pour élire les personnalités qui peuvent prétendre avoir leur personnage au musée,.

## Personnages

### Les personnalités
Voici les personnalités représentées au musée Grévin Montréal : 
- Aishwarya Rai
- Al Pacino
- Alain Ducasse
- Albert Einstein
- Alfred Hitchcock
- André-Philippe Gagnon
- Andy Warhol
- Angelina Jolie
- Arturo Brachetti
- Barack Obama
- Brad Pitt
- Cameron Diaz
- Céline Dion
- Chantal Petitclerc
- Charles Aznavour
- Charles de Gaulle
- Charlie Chaplin
- Coco Chanel
- Coco Rocha
- Dany Laferrière (9 juin 2015)
- David Bowie (21 mai 2019)
- Denise Bombardier
- Diane Dufresne
- Dominique Michel (23 octobre 2018)
- Donald Sutherland
- Donnacona
- Élisabeth II
- Elton John
- Elvis Presley
- Franck Dubosc
- François de Montmorency-Laval
- Fred Pellerin (14 juin 2016)
- Frère André
- Garou
- Gary Carter (14 juin 2017)
- George Clooney
- Georges St-Pierre (3 juillet 2014)
- Gilles Vigneault
- Gilles Villeneuve
- Ginette Reno
- Guy Lafleur
- Guylaine Tremblay (8 octobre 2014)
- Harrison Ford dans le costume d'Indiana Jones
- Hugh Laurie
- Jackie Chan
- Jacques Cartier
- James Wolfe
- Jean Béliveau
- Jean Drapeau
- Jean Talon
- Jean-Pierre Ferland
- Jeanne Mance
- Jimi Hendrix
- Joannie Rochette
- John Lennon
- Julie Payette
- Julie Snyder
- Justin Bieber
- Justin Trudeau (22 novembre 2017)
- Kateri Tekakwitha
- Katy Perry (8 septembre 2017)
- Lady Gaga
- Leonardo DiCaprio
- Louis Armstrong
- Louis de Buade de Frontenac
- Louis-Joseph de Montcalm
- Luc Plamondon
- Meryl Streep
- Mado Lamotte
- Marguerite Bourgeoys
- Marie de l'Incarnation
- Marie Saint Pierre
- Marie-Antoinette d'Autriche
- Marie-Mai
- Marilyn Monroe (19 décembre 2013)
- Mario Lemieux
- Marguerite d'Youville
- Maurice Richard
- Michel Drucker
- Mika
- Gandhi
- Naomi Campbell
- Nadia Comăneci
- Nelson Mandela (4 décembre 2014)
- Nicolas Cage
- Nicolas Vanier
- Padre Pio
- Patrick Roy
- Paul de Chomedey de Maisonneuve
- Penélope Cruz
- Pierre Elliott Trudeau
- Pontiac
- Ray Charles
- René Angélil
- René Lévesque
- Ricardo Larrivée (26 novembre 2019)
- Robert De Niro
- Robert Charlebois
- Roch Voisine
- Roy Dupuis
- Ryan Gosling
- Samuel de Champlain
- Scarlett Johansson
- Sidney Crosby
- Stéphane Rousseau
- Steve Jobs
- Terry Fox
- Tiger Woods
- Tom Hanks
- Trio amérindien composé de l'enfant, du père et du grand-père
- Une artiste du Cirque du Soleil
- Une mère inuit et son bébé
- Véronic DiCaire
- Wayne Gretzky
- Yoko Ono
- Yves Duteil
- Zombie Boy

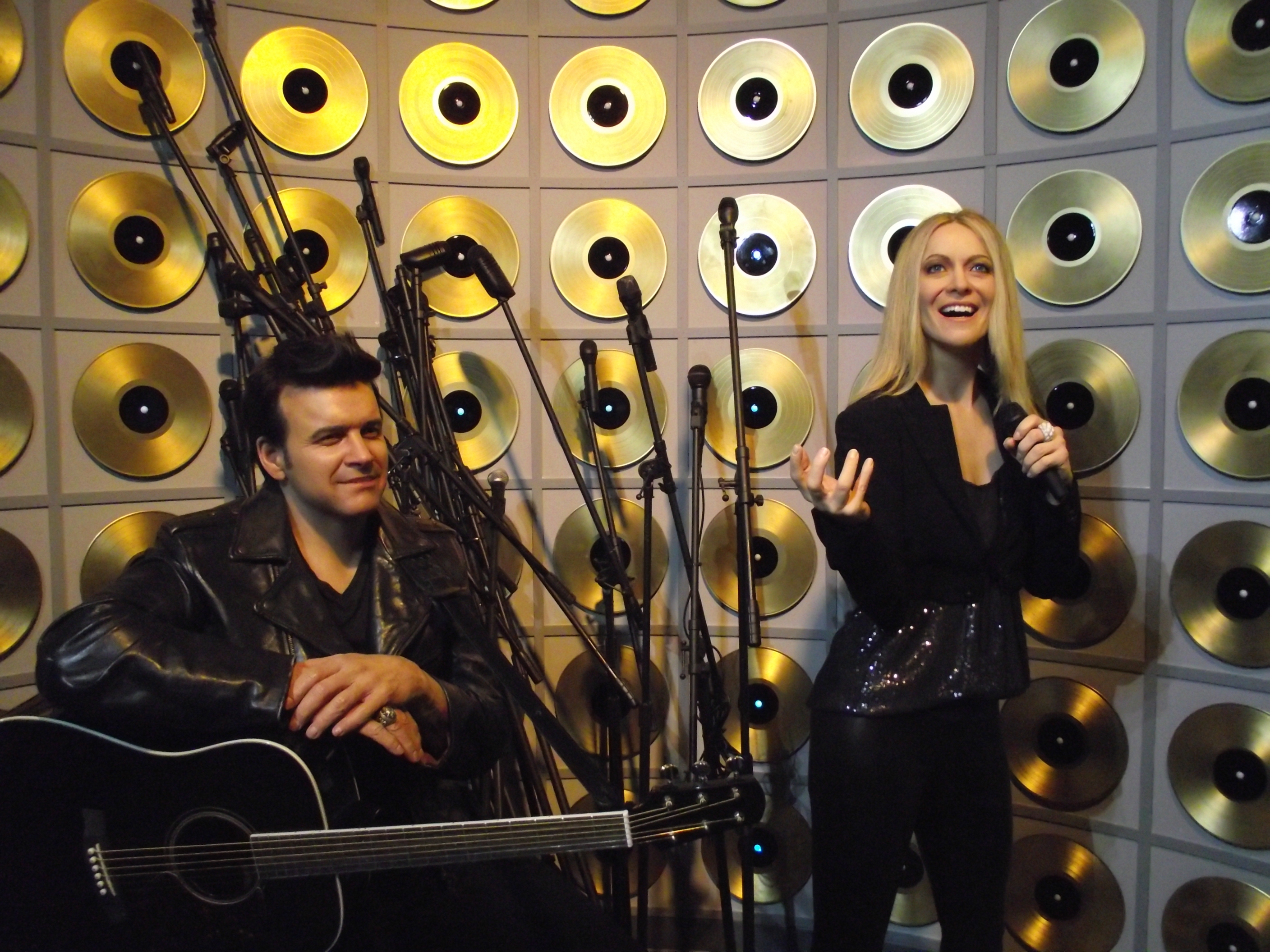
Roch Voisine et Véronic DiCaire
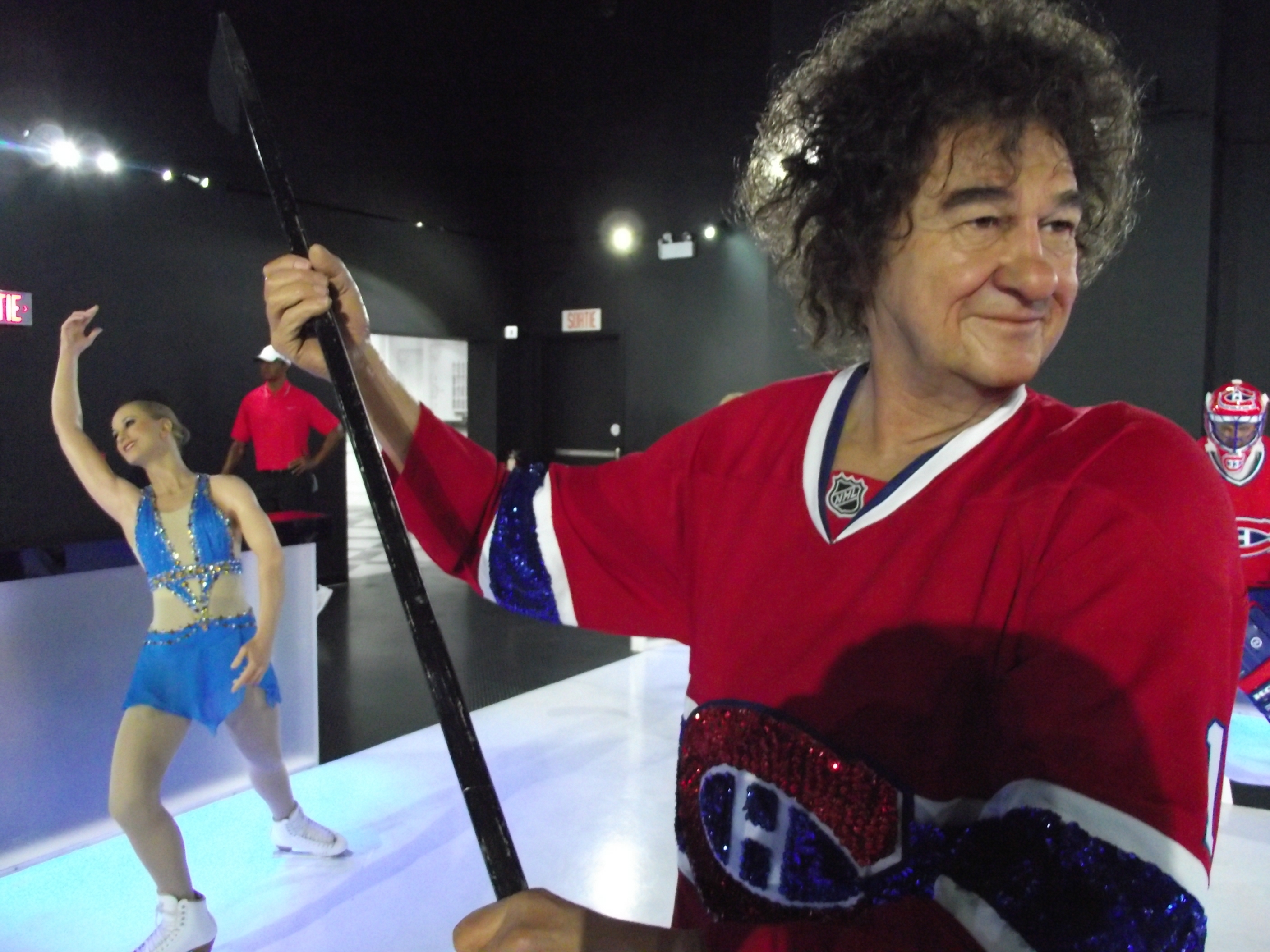
Robert Charlebois
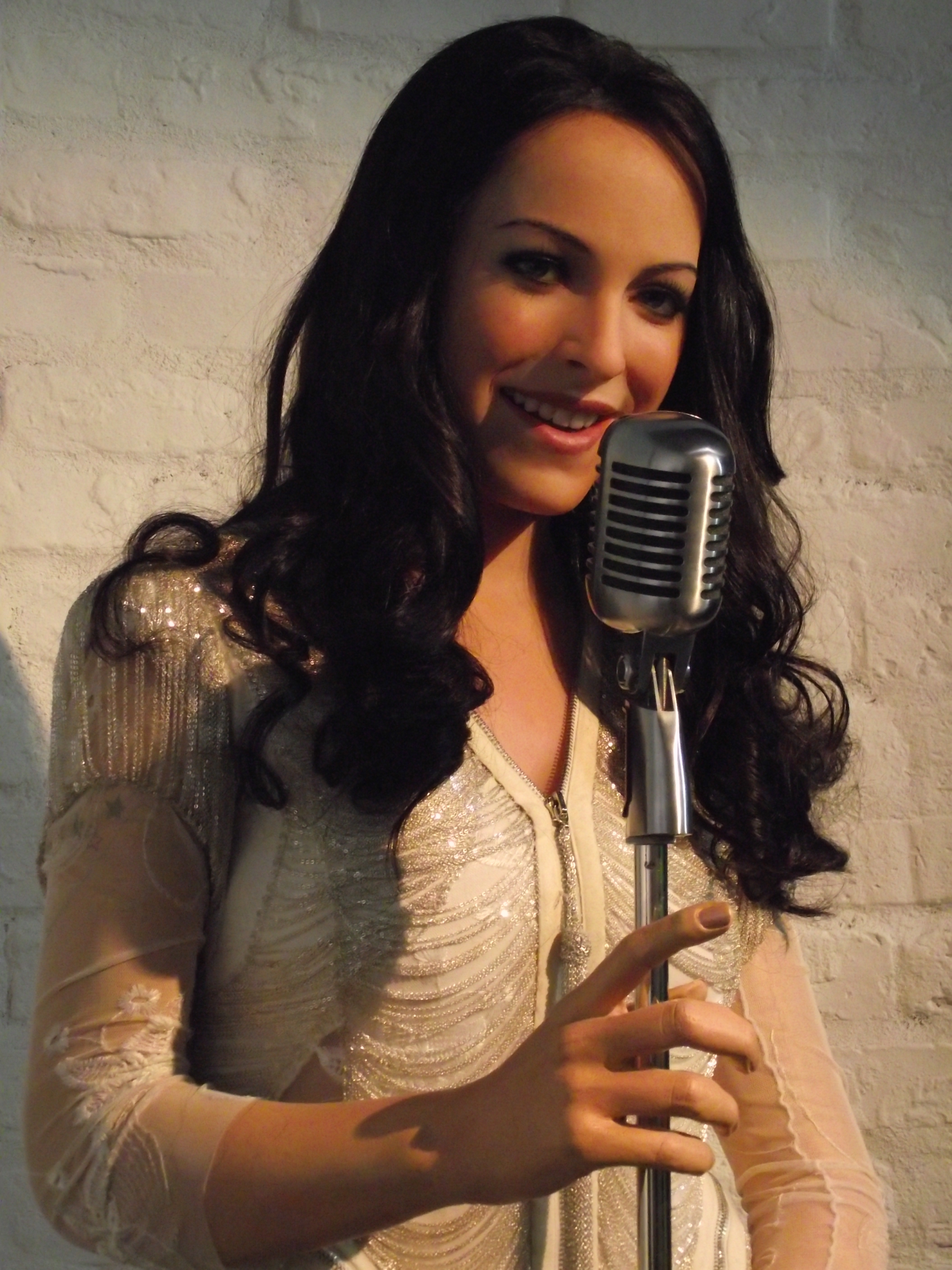
Marie-Mai
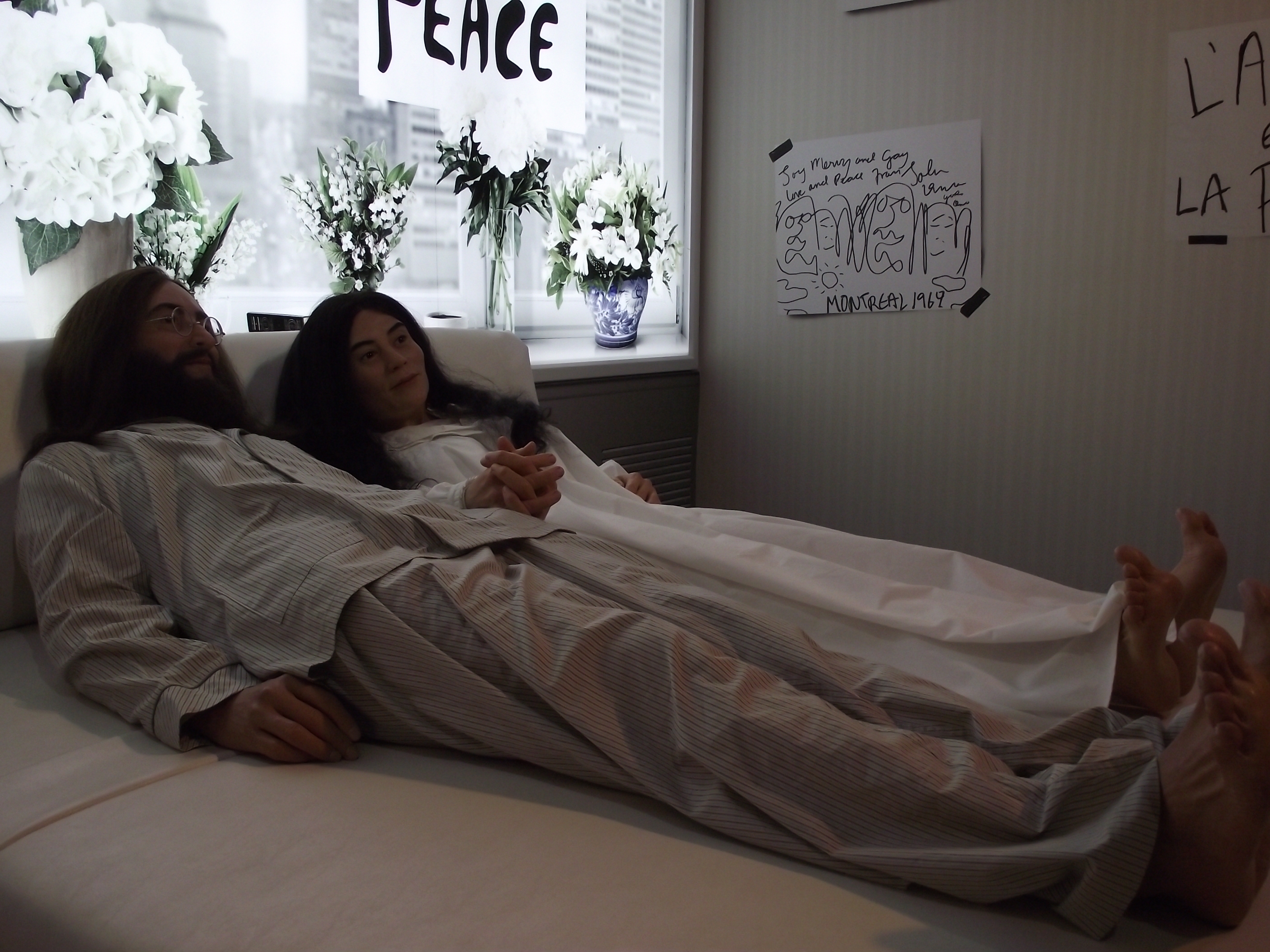
Bed-in for Peace de John Lennon et Yoko Ono
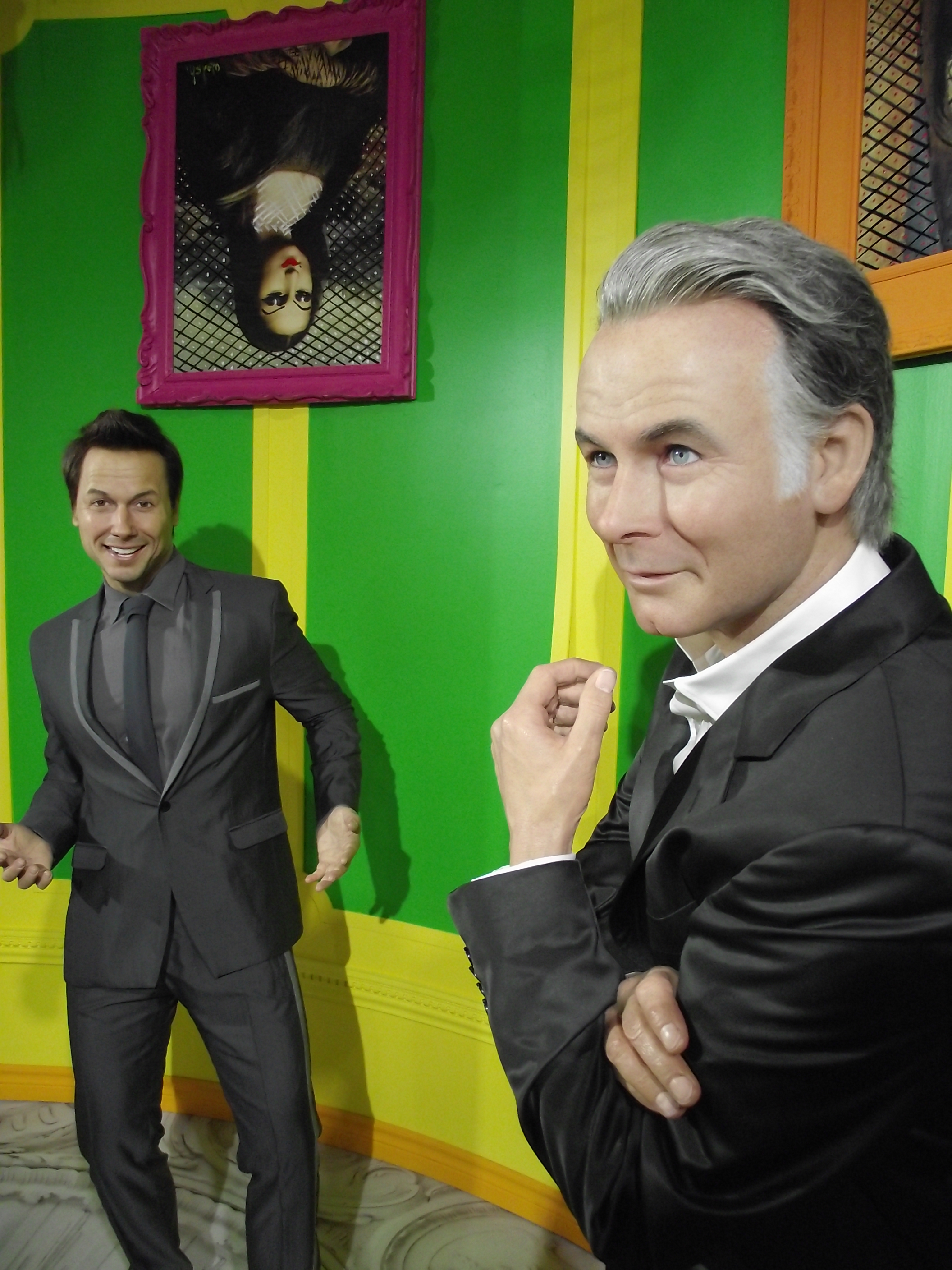
Stéphane Rousseau et Franck Dubosc
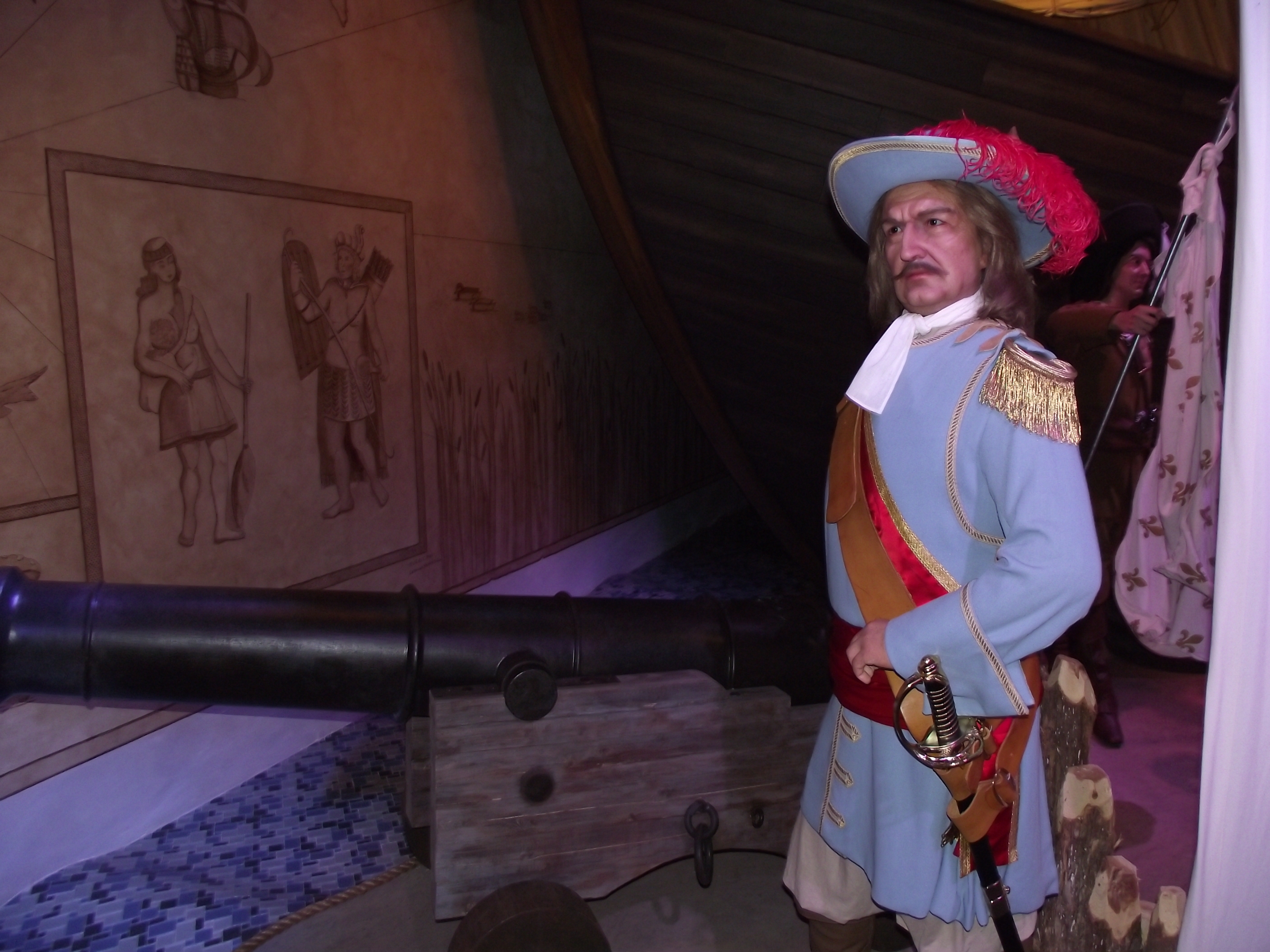
Louis de Buade de Frontenac
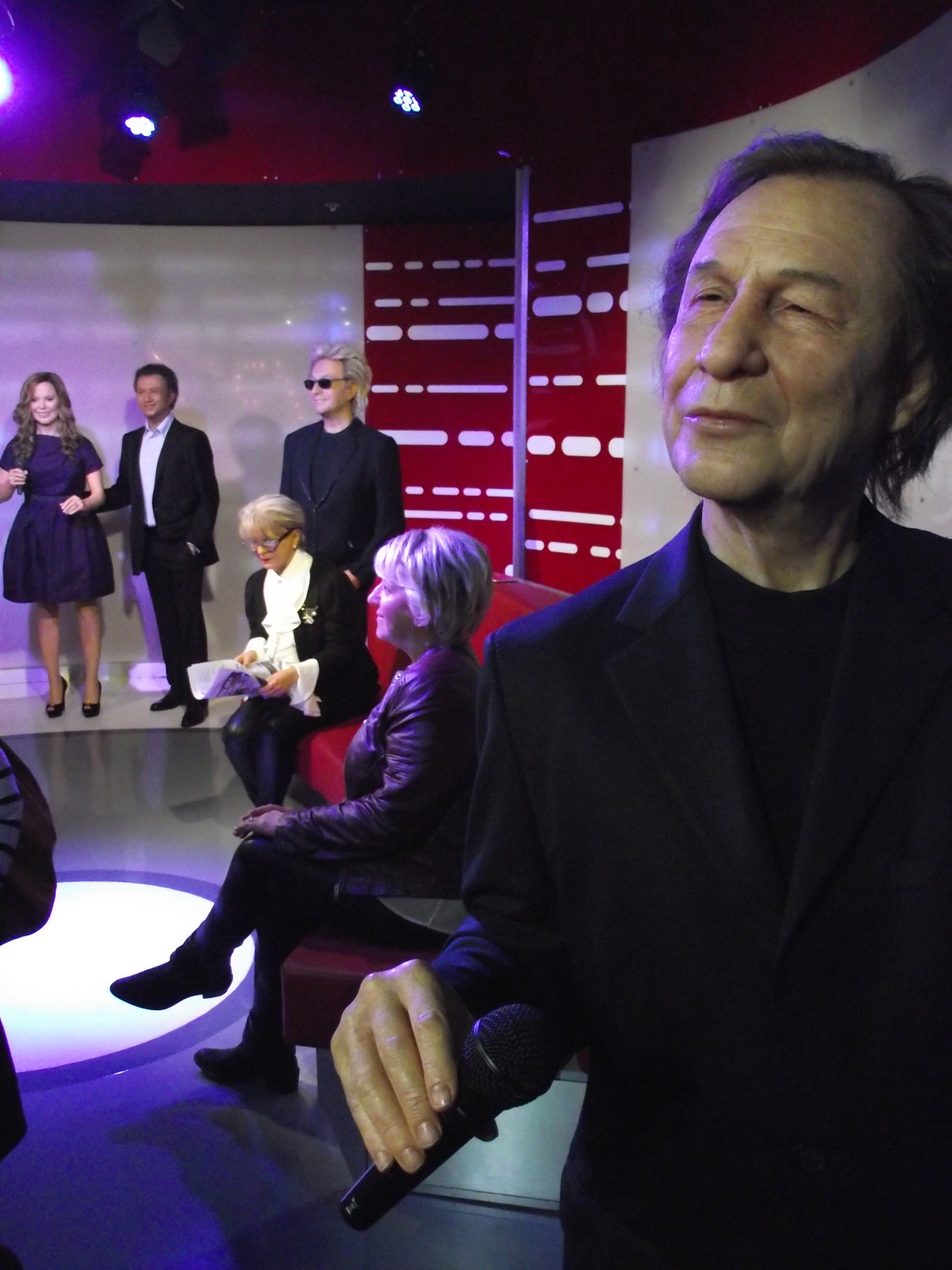
Jean-Pierre Ferland
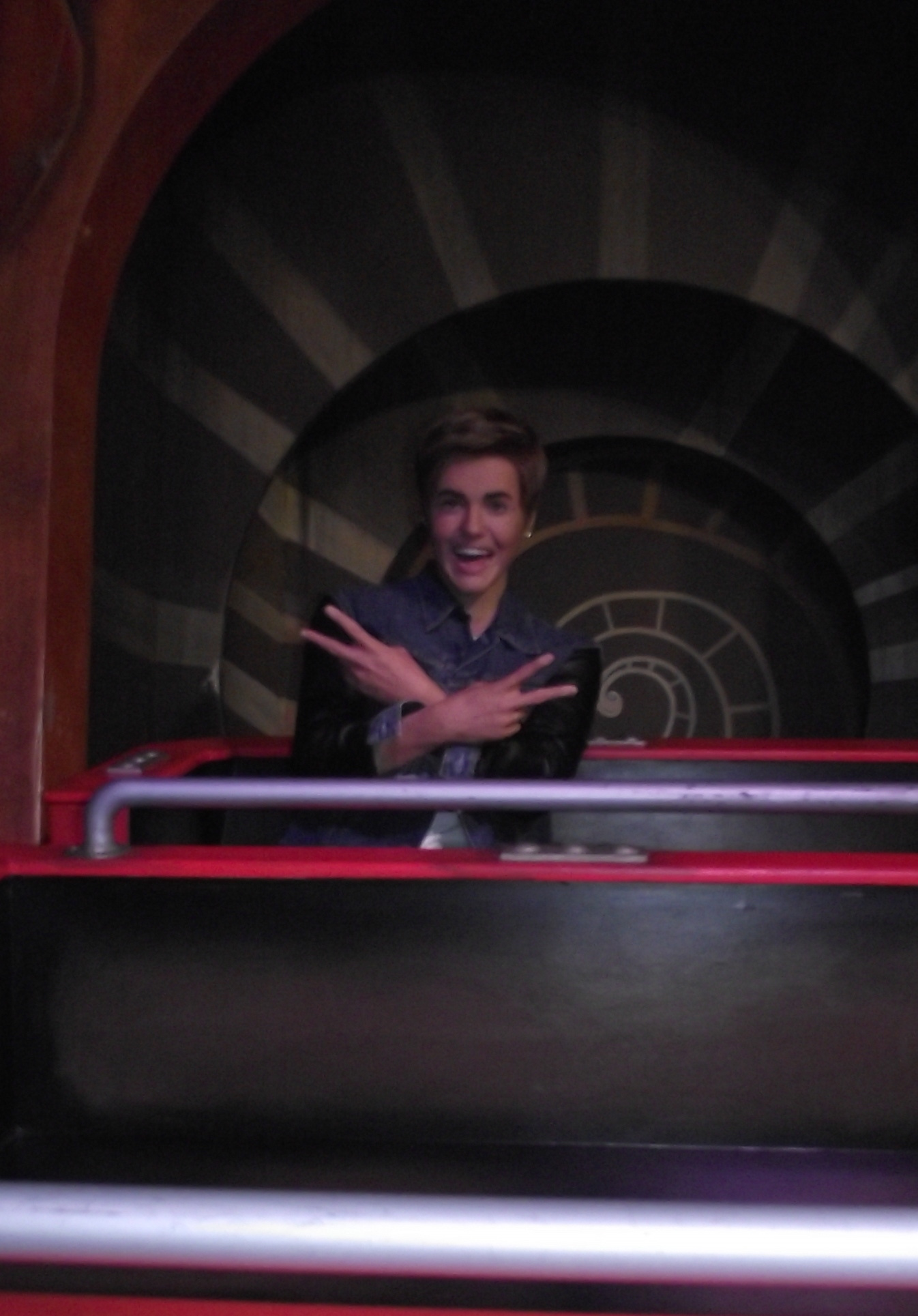
Justin Bieber
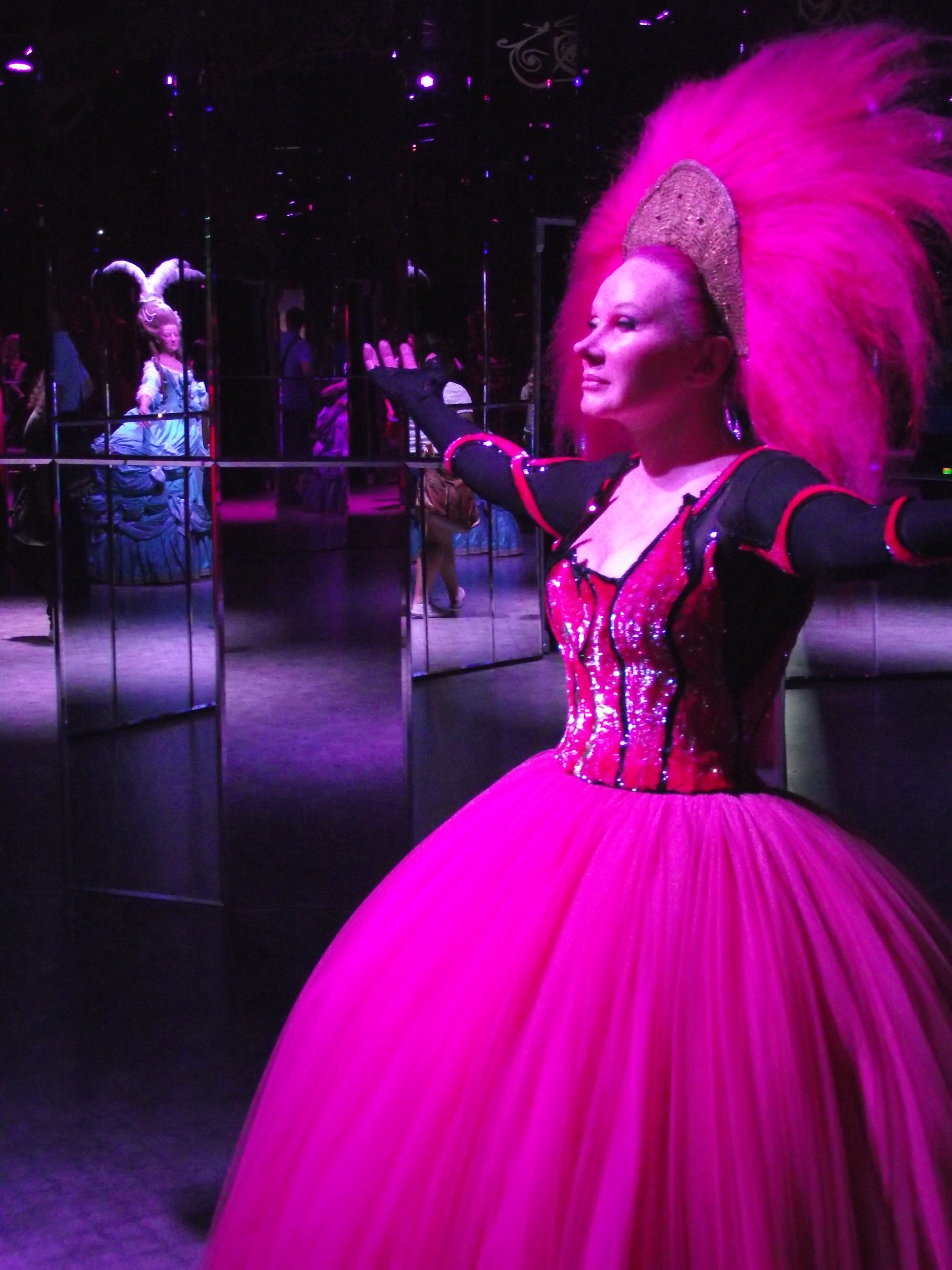
Diane Dufresne
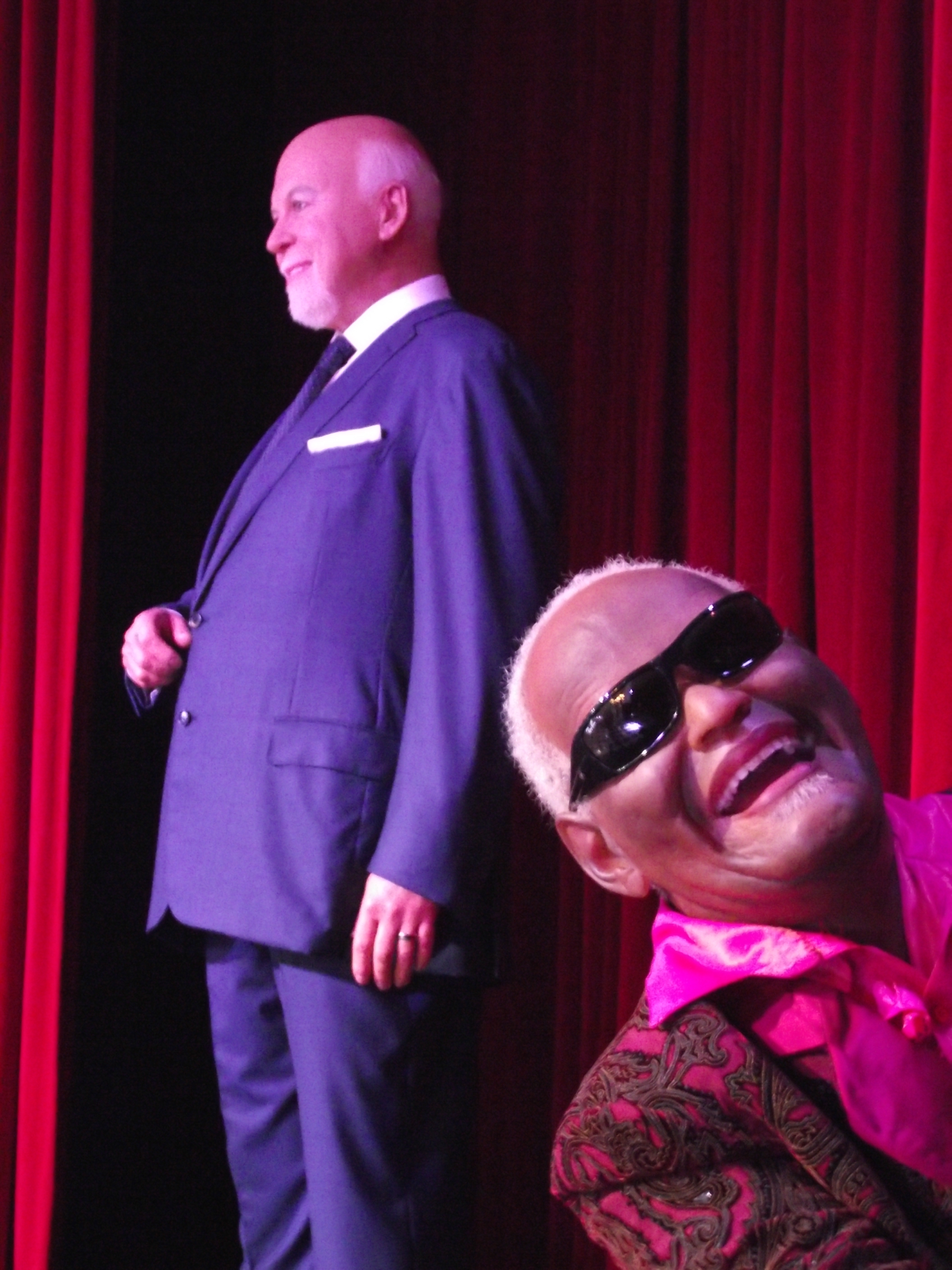
René Angélil et Ray Charles
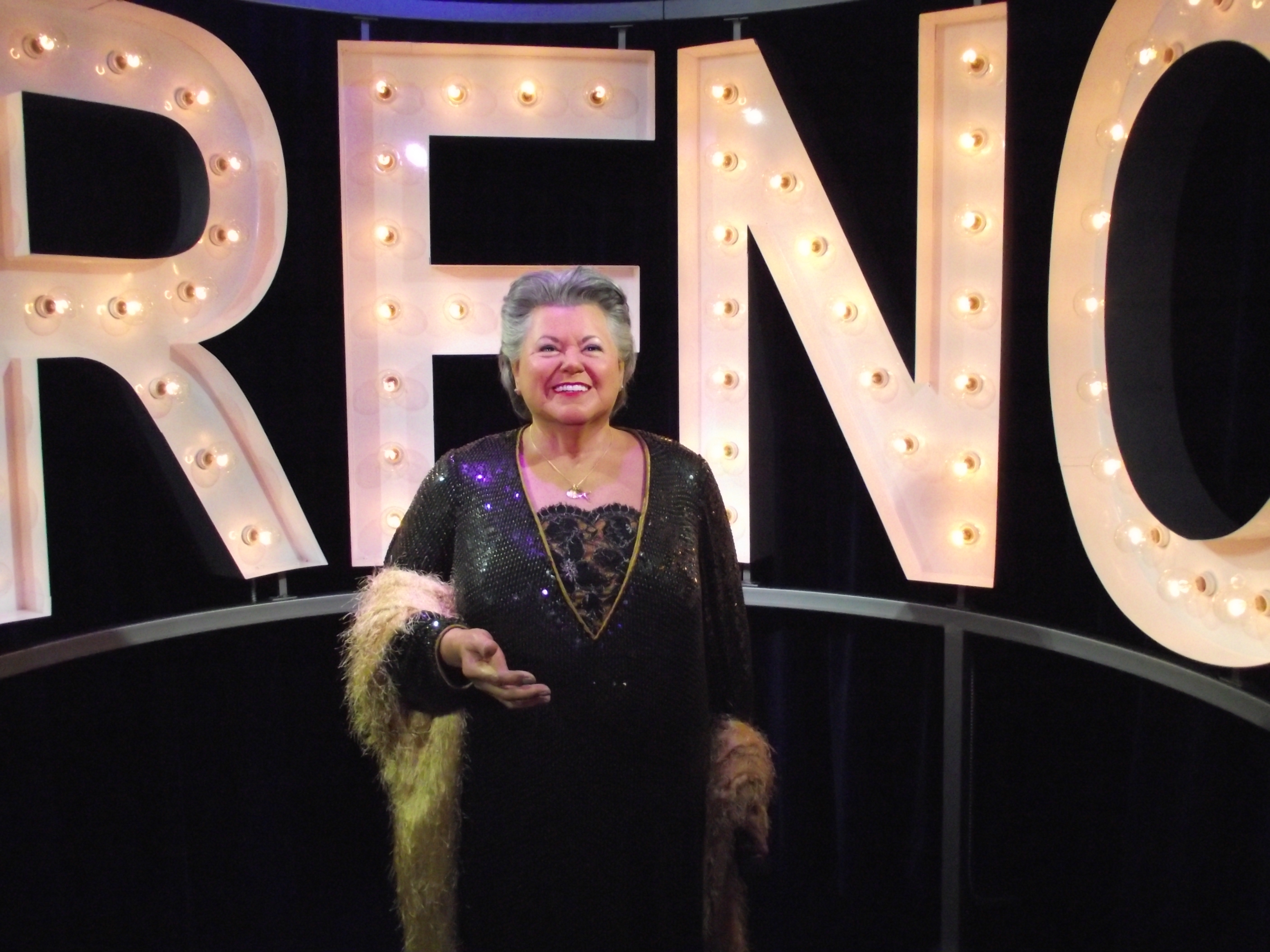
Ginette Reno
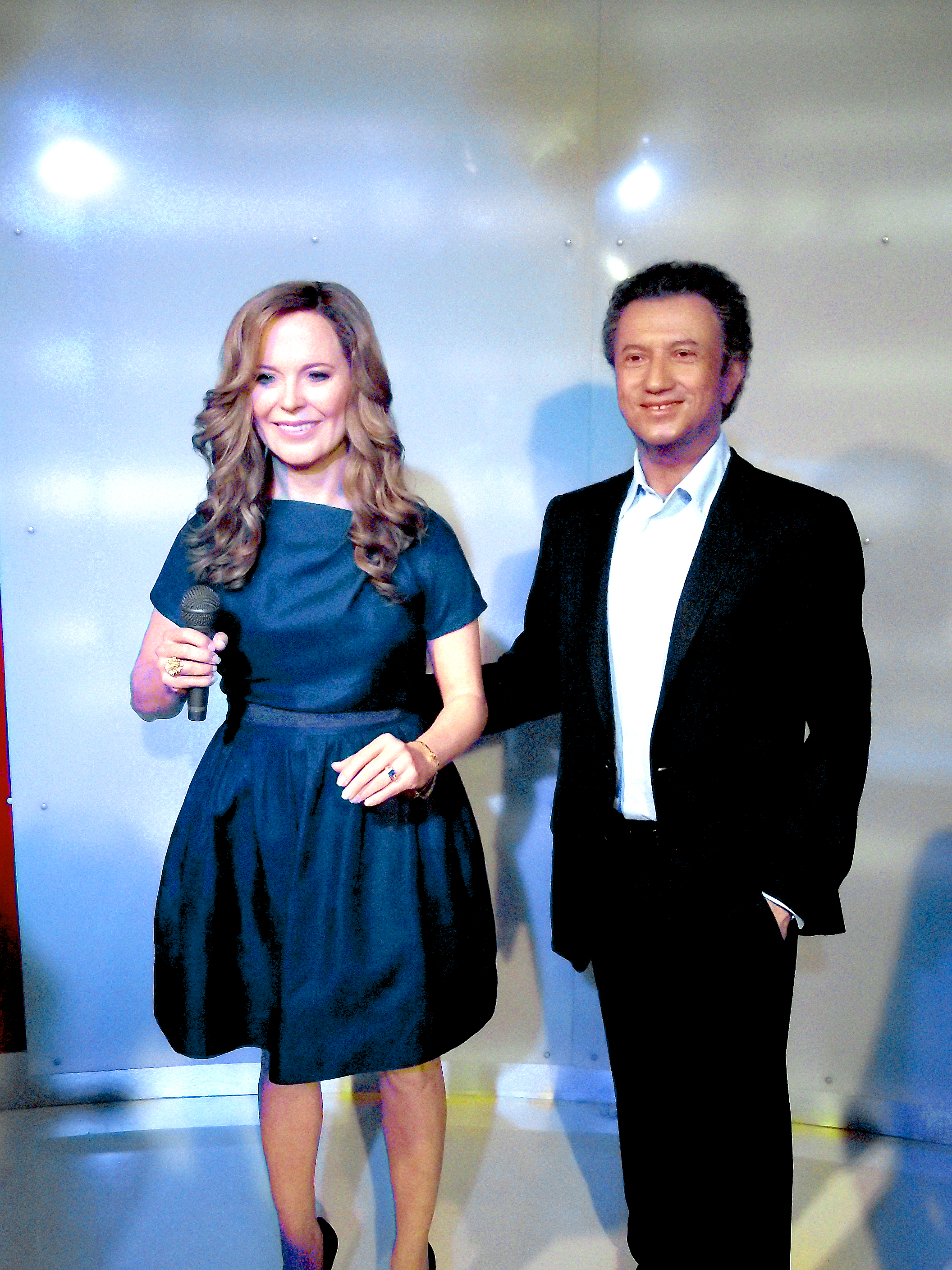
Julie Snyder et Michel Drucker

### Les personnages fictifs
- Bonhomme Carnaval
- Deus Ex
- Le monstre de Frankenstein
- Le Petit Prince
- La Guerre des tuques 3D

### Statues supprimées

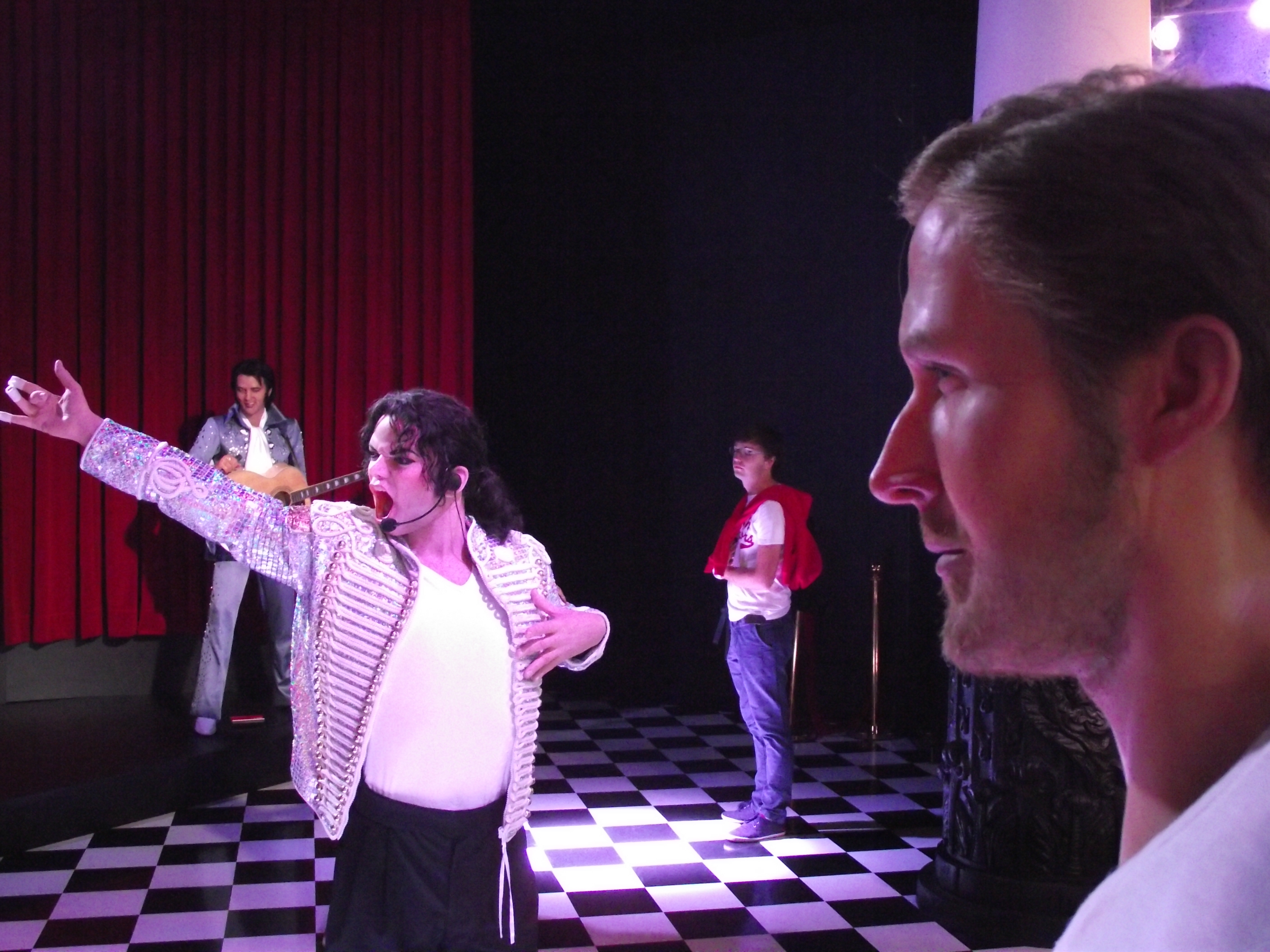
Michael Jackson et Ryan Gosling

Celles-ci étaient visibles dès le 13 avril 2013.
- Gilbert Rozon[N 4],[31]
- Jacques Richard
- Lionel Messi
- Michael Jackson[N 5],[31]